# William Walsham How

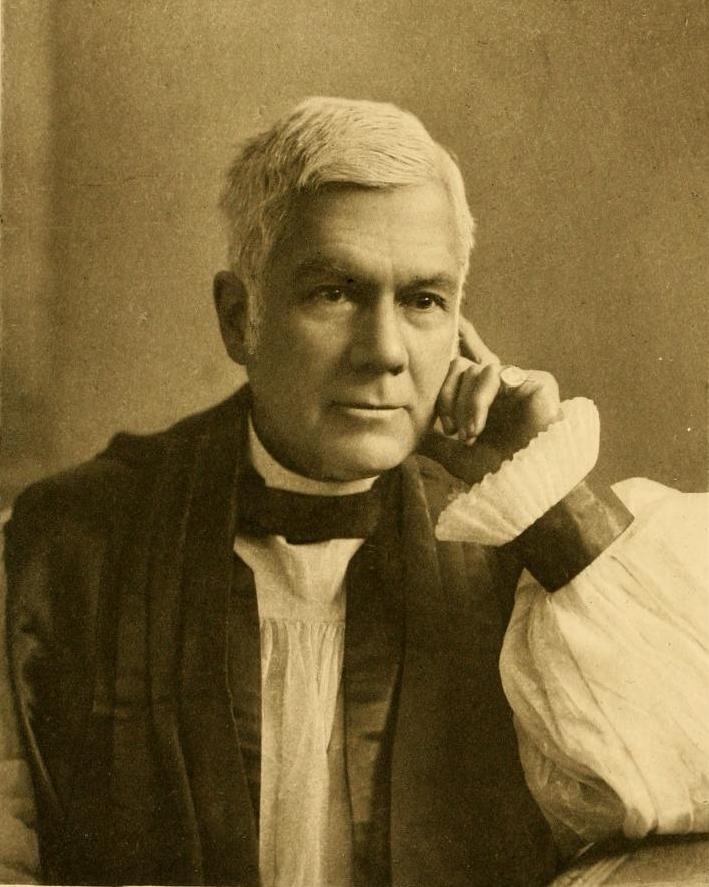
William Walsham How

William Walsham How (* 13. Dezember 1823 in Shrewsbury; † 10. August 1897 in Leenaun, Irland) war ein Geistlicher der Kirche von England. Im Jahr 1879 wurde er Suffraganbischof der Diözese London und von 1889 bis zu seinem Tod war er Bischof von Wakefield. Er war auch als Kirchenlieddichter tätig.

## Leben
Walsham How war Sohn eines Anwalts. Er studierte am Wadham College in Oxford und am University College in Durham. Im Jahr 1846 wurde er zum Diakon und ein Jahr später zum Priester ordiniert. Im Jahr 1849 heiratete er Frances Anne Douglas, Tochter eines Geistlichen aus Durham. Aus der Ehe gingen fünf Söhne und eine Tochter hervor. How war an mehreren Orten als Gemeindeseelsorger eingesetzt, bevor er für 28 Jahre Rektor in Whittington (Shropshire) wurde. Dort widmete er sich neben der Seelsorge der Bildungs- und Bibliotheksarbeit. Seine eigenen Schriften, darunter seine Lieder, entstanden überwiegend in dieser Zeit. Er war auch ein fähiger Angler und Botaniker.
Im Jahr 1879 wurde er Suffraganbischof der Diözese London mit dem Titel Bishop of Bedford. Sein Zuständigkeitsbereich war das East End, wo er sich mit Umsicht und Tatkraft und unterstützt von seiner im Jahr 1887 verstorbenen Frau für die Armen und das Proletariat einsetzte. Als im Jahr 1888 die Diözese Wakefield in Nordengland errichtet wurde, wurde How ihr erster Bischof. Er starb im Jahr 1897 während eines Urlaubs in seinem Heimatland Irland und wurde in Whittington beigesetzt. In der Kathedrale von Wakefield erinnert ein Marmormonument an ihn.

## Sonstiges
Hows Allerheiligenlied For All the Saints ist die Vorlage des Liedes Für alle Heilgen in der Herrlichkeit (Gotteslob 548).